# 救急指定病院 (テレビドラマ)
『救急指定病院』（きゅうきゅうしていびょういん）は、1992年から1999年まで日本テレビ系「火曜サスペンス劇場」で放送されたテレビドラマシリーズ。全10回。主演は池上季実子。

## キャスト

### 菊名記念病院（第1作 - 第9作） → 菊名総合病院（第10作）
小諸久美子
演 - 池上季実子
救急看護婦主任。夫をガンで亡くし、一人息子の大悟と、姉の菖子と共にマンションで（3作目以降）暮らしている。病院での事件などを姉の菖子や中辻婦長と解決していく。母親は享子。
田所
演 - 山本登（第2作 - 第4作）
院長。
中辻
演 - 野川由美子
救急看護婦長。久美子の良き理解者。夫は郁夫。

### その他
青木菖子
演 - 角替和枝
久美子の姉。売れないフリーライターをしており、独身である。自由奔放な性格で事ある毎に事件に首を突っ込んで久美子を困らせる。
津山
演 - 楠見彰太郎
刑事。菖子の大学時代の後輩であるがやはり菖子に振り回されることが多い。
安井
演 - 土屋良太（第8作 - 第10作）
刑事。
小諸大悟
演 - 下村洋平（第2作 - 第10作）
久美子の一人息子。保育園→小学生。久美子の仕事ぶりをとても喜んでいる。

### ゲスト
第1作「死亡事故発生!」（1992年）
- 鈴江（菊名記念病院 主任） - 茅島成美
- 檜村孝信（菊名記念病院 医師） - 石丸謙二郎
- 石室加代（付添婦） - 青木和代
- 紀野愛子（菊名記念病院 受付） - 木原三貴
- 水野明子 - 友永明子
- 沢田知佐子 - 南理香
- 早川充行（籐丸不動産 課長） - 加賀谷純一
- 福島則夫 - 山口純平
- 城山高志（早川の部下） - 田中洋介
- 母親 - 駒塚由衣
- 患者 - 及川ヒロオ
- 近所の主婦 - 松美里杷
- 早川の妻 - 高柳葉子
- 警部 - 五木元
- 警官 - 尾井治安
- 若い看護婦 - 竹中英容
- 若い看護婦 - 定松結香
- 太田翔平、いしいすぐる、永田貴嗣、秋山弘美、堀正彦、鎌田吉次、柏木タカシ、吉竹のりひろ、高木厚雄、菅野浩司、築紫信幸、伊藤重喜、大塚寛、鈴木宏明、中村美睦、竹島治生、平賀貴、加藤みのり、川和郁子、森しのぶ、渡部輝美、丹波道場、鳳プロ、セントラル子供タレント

第2作「入院患者が突然の不審死!」（1994年）
- 荻野晴美（村井出版勤務・荻野の後妻） - 姿晴香
- 荏原伸希（菊名記念病院 外科医） - 辰巳琢郎
- 荻野要介 - 片岡弘貴
- 村井美知子（荻野の先妻・故人） - 上田亜矢子
- 神崎（刑事） - 小林尚臣
- 角田（菊名記念病院 総部長） - 唐沢民賢
- 藤堂民夫（菖子のアパート管理人） - 市原清彦
- 岩館武雄（市会議員） - 大川ひろし
- 岩館愛子（岩館の妻） - 上原恵子
- 浅川仁義、松本幸三、水島由理、坪井由理、平山裕美、はらみつお、本田豊、湯原友紀、友永明子、志賀実、黒咲修人、浦田右近、セントラル子供タレント、東京宝映テレビ、鳳プロ

第3作「連続婦女暴行犯で指名手配中の男が緊急入院」（1995年）
- 勝又隆司（娘が権堂に暴行されて自殺） - 福田豊土
- 駒木根真琴（菊名記念病院 医師） - とよた真帆
- 殿村（神奈川県警捜査主任） - 山本清
- 権堂篤（指名手配中の連続強盗強姦犯） - 及川以造
- 三沢（菊名記念病院 看護婦・久美子の後輩） - 二階堂千寿
- 日向（菊名記念病院 看護婦） - 筒井真理子
- 喫茶店マスター - 徳井優
- 隣の主婦 - 長谷妙子
- 若い母親 - 長谷部香苗
- 一瀬千絵、平山裕美、水島由理、友永明子、羽藤雄次、宮元慎司、岡善章、岩田恒成、清水康平、柊木瑠美、伊藤公紀、宮田博一

第4作「墜落事故で緊急入院した女社長と担当看護婦の男をめぐる三角関係」（1995年）
- 草野真知子（ゲームソフト会社社長） - 山口果林
- 高岡信人（ゲームソフト会社プログラマー） - 布川敏和
- 大杉弘美（菊名記念病院 看護師・高岡の恋人） - 円城寺あや
- 木俣佐織（ゲームソフト会社社員） - 菅沼いつみ
- 石原（医師） - 佐戸井けん太
- 真田（女医） - 照本一代
- 草野光造（ゲームソフト会社専務・真知子の叔父） - 左右田一平
- 草野照江（ゲームソフト会社経理担当の常務・真知子の叔母） - 田根楽子
- 丹野（刑事） - 松田朗
- 熊川サキ子 - 内田春菊
- 加島潤、山本万里子、一瀬千絵、水島由理、浅倉いづみ、松原愛美、渋井美也子、須賀友之、キモサベポン太、酒井由美子、松本幸三、神谷秀澄、野口ひろみ、日永尚見、中村春香

第5作「病院を襲った連続放火事件」（1996年）
- 青木享子（菖子と久美子の母） - 馬渕晴子
- 中江美沙江（信弘の母） - 吉野由樹子
- 中江信弘 - 渡部篤郎
- 三雲修二（一流企業商社マン） - 中原丈雄
- 工藤幸助（クリーニング業者） - 斉藤暁
- 葛西（事務員） - 徳井優
- 小泉（事務長） - 中丸新将
- 橋詰（東横浜警察署刑事係長） - 二瓶鮫一
- 清元（医師） - 緒形幹太
- 田代忠雄

第6作「意識不明で緊急入院した救急隊員」（1996年）
- 橋口満（救急車の機関員・友永の親友） - 林泰文
- 副島佳代（看護師・友永の恋人） - 大寶智子
- 室井雪江（看護師・佳代の看護学校の同期） - 広岡由里子
- 友永英司（救急隊員） - 中村繁之
- 加治（菊名消防署 救急隊長） - 田山涼成
- 小泉（事務長） - 徳井優
- 吉杉（入院患者） - 青木和代
- 山本芳子、信実一徳、森博之、原サチコ、米山望文、早川絵美、松本幸三、本田豊、一之瀬千絵、水島由理、渋井美也子、北原真樹、藤本佳世、渋谷美和、吉田祐健、川津恒一、伊東孝太郎、沢木めり子、増岡未央、平塚大祐、アーバンアクターズ、鳳プロ、東京宝映テレビ、セントラル子供タレント

第7作「呼吸停止の男の頭上で回る扇風機……」（1997年）
- 浜崎保（洋食店経営者・響子の夫） - 大高洋夫
- 町田靖絵（浜崎の愛人・元銀行員） - 山下容莉枝
- 浜崎響子（大悟の担任教諭） - あめくみちこ
- 土橋キヨノ（もんじゃ焼屋） - 五月晴子
- 刑事 - 安田裕己
- 隈本吉成、三ツ矢真之、一之瀬千絵、水島由理、本田豊、永森シーナ、西村喜代子、菊地彩、荒井誠、田中友香里、鳳プロ、東京宝映、セントラル子供タレント

第8作「糖尿病の老婦人の点滴にインシュリンを混入した悪意の影」（1998年）
- 工藤克枝（元小料理屋） - 佐々木すみ江
- 仙波初美（30年前養女に出した克枝の実娘） - 根岸季衣
- 中辻郁夫（中辻婦長の夫） - 北村総一朗
- 仙波由佳（仙波と初美の娘・短大生） - 栗田桃子
- 仙波杉男（仙波電気店 経営者・初美の夫） - 南川昊
- 小川房子（克枝の店の住み込み従業員） - 田根楽子
- 墨田美由紀（ファッションモデル） - 吉田真希子
- 末安 - 酒井由美子
- 八木昌子、望月太郎、隈本吉成、菊池均也、一之瀬千絵、山口香緒里、たちばな七希、本田豊、小泉まこ、飯島大介、大矢兼臣、堀越富三郎、遠藤直樹、田野良樹、四元博明

第9作「会津から夢を抱いて上京の2人の看護婦の1人が下着姿で殺された」（1998年）
- 三枝隆（会津若松女子学院 教師） - 下條アトム
- 星昭代（美鈴の母） - 赤座美代子
- 星美鈴（菊名記念病院 准看護婦・久美子の部下・ホステス） - 早勢美里
- 堂本泰造（看護学校の教授） - 浜田晃
- 川島優作（元編集長） - 村松克己
- 矢吹真由美（菊名記念病院 准看護婦・美鈴の高校時代からの友人） - 勇静華
- 笠原克明（患者） - 佐藤和久
- 佐藤（看護学校の先生） - 宮田早苗
- 津久井啓太、隈本吉成、河原田ヤスケ、一ノ瀬千絵、たちばな七希、水島由里、小泉まこ、青木いさむ、服部健児、渋谷幸枝、鈴木智之、雛子、中川秀穂、鳳プロ、日本児童、放映プロジェクト

第10作「緊急入院患者に続く殺人の予告と突然の停電」（1999年）
- 間宮環（スナック「しのぶ」ホステス） - 寺島しのぶ
- 平山輝夫（ビル管理会社専務） - 鶴見辰吾
- 間宮綾乃（清彦の母） - 三條美紀
- 村瀬しのぶ（スナック「しのぶ」ママ・二階堂の元愛人） - 水原ゆう紀
- 二階堂靖（ビル管理会社社長・胆石の手術患者） - 佐渡稔
- 間宮清彦（江湖建設 社員・環の夫・3年前病死） - 浅野和之
- 丸岡杉絵（外来患者） - 久松夕子
- 山田徳松（ビル管理会社社員） - 丸岡奨詞
- 弁護士 - 市川勇
- 水戸（耳鼻科の先生） - 吉満涼太
- 一之瀬千絵、本田豊、シャチ、水島由理、小泉まこ、佐藤一平、仁科貴、山本密、井口千寿瑠、山地健仁、セントラル子供タレント、鳳プロ

## スタッフ
- 原作 - 斎藤澪
- 脚本 - 重森孝子、清水貴美子、渡辺善則、斎藤珠緒
- 監督 - 油谷誠至、渋谷正行、山本厚、真船匡氏、増田天平
- チーフプロデューサー - 重松修（第9作）、佐藤敦（第10作）
- プロデューサー - 伊藤祥二（第8作 - 第10作）、近藤晋（第8作）、藤田裕一（第8作 - 第10作）、代情明彦（第9作）、辻井孝夫（第10作）
- 制作 - 日本テレビ、総合ビジョン

## 放送日程
| 話数 | 放送日         | サブタイトル                                                 | 原作                                        | 脚本       | 監督     | 視聴率 |
| ---- | -------------- | ------------------------------------------------------------ | ------------------------------------------- | ---------- | -------- | ------ |
| 1    | 1992年05月12日 | 死亡事故発生!                                                | 『白衣のふたり 横浜コインロッカー殺人事件』 | 重森孝子   | 油谷誠至 | 18.8%  |
| 2    | 1994年09月06日 | 入院患者が突然の不審死!                                      | 『ハモニカを吹く男』                        | 清水貴美子 | 油谷誠至 | 19.8%  |
| 3    | 1995年04月25日 | 連続婦女暴行犯で指名手配中の男が緊急入院                     | -                                           | 渡辺善則   | 渋谷正行 | 15.9%  |
| 4    | 11月14日       | 墜落事故で緊急入院した女社長と担当看護婦の男をめぐる三角関係 | -                                           | 渡辺善則   | 油谷誠至 | 17.0%  |
| 5    | 1996年04月16日 | 病院を襲った連続放火事件                                     | -                                           | 渡辺善則   | 油谷誠至 | 16.3%  |
| 6    | 9月17日        | 意識不明で緊急入院した救急隊員                               | -                                           | 斎藤珠緒   | 油谷誠至 | 20.1%  |
| 7    | 1997年05月20日 | 呼吸停止の男の頭上で回る扇風機……                             | -                                           | 渡辺善則   | 山本厚   | 20.7%  |
| 8    | 1998年05月26日 | 糖尿病の老婦人の点滴にインシュリンを混入した悪意の影         | -                                           | 渡辺善則   | 真船匡氏 | 16.9%  |
| 9    | 12月29日       | 会津から夢を抱いて上京の2人の看護婦の1人が下着姿で殺された   | -                                           | 渡辺善則   | 真船匡氏 | 13.1%  |
| 10   | 1999年10月19日 | 緊急入院患者に続く殺人の予告と突然の停電                     | -                                           | 渡辺善則   | 増田天平 | 15.8%  |

- 視聴率はビデオリサーチ調べ、関東地区・世帯